# Réthy Zsazsa
Réthy Zsazsa (Budapest, 1986. június 12. –) magyar színésznő, énekesnő.

## Életpályája
Édesanyja dr. Juhász Zsuzsanna, a Honvéd Kórház Égés-Plasztikai Osztályának főorvosa.
Édesapja Réthy István újságíró, író, a Népszabadság egykori szerkesztője. Regényei, Sevilla expo előtt és Folyó a jég alatt. Testvére Réthy Dávid Art dokumentumfilm-rendező.
Már kilencévesen az Operaházban szerepelt. Gyerekszínészként számos színházi előadásban játszott. Egy fővárosi, művészeti iskola színi tagozatába járt, ahol magántanulóként tanult. Élt és tanult Londonban, Floridában a gimnáziumi éveit megszakítva. 17 évesen a Musical Színház tagja lett. Érettségi után a Kőbányai Zenei Stúdióban tanult tovább. Játszott a kecskeméti Katona József Színházban és a Győri Nemzeti Színházban. 2012-től napjainkig Sarah szerepét alakítja a Vámpírok bálja című musicalben. 2020-2023 között a Pesti Magyar Színház társulati tagja volt. Szinkronizálással is foglalkozik. Számos Disney, Nick Jr., M2, Cartoon Network mese sorozat énekhangja.
2007-ben a Viva televízió, Belépő című énekes válogató műsor nyertese, Vastag Csabával, aminek fődíjaként felléphettek és együtt énekelhettek a világhírű The Black Eyed Peas együttessel, a budapesti Sportarénában.

## Filmszerepei
- Act/or 2015
- Gipsy Love Story – Lili 2007
- Családi kör – epizód szerep 1999

## További színházi szerepei
- Edda musical A kör – Írisz 2024 bemutató augusztus 8-9-10 Szigligeti várszínház

- We Will Rock You Queen musical – Scaramouche 2023-tól Pesti Magyar Színház 2024-től Erkel Színház PS Produkció
- Madagaszkár – Közlegény pingvin 2022-2023 Pesti Magyar Színház
- Olivér – Mrs Bedwin 2022, 2023 Pesti Magyar Színház
- Valahol Európában – Éva/Suhanc 2020, 2021, 2022, 2023 Pesti Magyar Színház
- Almássy Bettina, Kesztyűs kézzel – Anyjafia csaja 2021 Pesti Magyar Színház jelenetíró pályázat
- Naptárlányok – Elaine 2020, 2021, 2022 Pesti Magyar Színház
- A muzsika hangja – Berta nővér 2020, 2021, 2022 Pesti Magyar Színház
- István, a király – Gizella 2020 Doktorock Társulat, Kisvárda
- Mindennapi Kenyerünket – Málna 2019 Spirita Társulat
- A nyomorultak – Fantine 2019 Doktorock Társulat, Kisvárda
- Beatles.hu musical – Sarah, Molly, Zsazsa 2016, 2017 Győri Nemzeti Színház
- A muzsika hangja – Zsófia nővér 2015, 2016, 2017 Győri Nemzeti Színház
- Sütibár – Kökény Marcsa és Jázmin Hercegnő, 2015 Duma Színház
- Jézus Krisztus szupersztár – Asszony, Angyal 2014, 2015, 2016 Győri Nemzeti Színház
- Sakk 2014, 2015, 2016, 2017 PS Produkció, Pesti Magyar Színház
- Fame musical – Carmen 2013
- Sakk musical (Chess musical) 2013, 2014, 2015 Győri Nemzeti Színház
- Vámpírok bálja (musical) – Sarah, PS Produkció, Pesti Magyar Színház 2012-től napjainkig, 2024-től Víg színház Erkel színház
- Jekyll & Hyde musical – Mary 2012, 2013 Győri Nemzeti Színház
- A nyomorultak – Eponine 2010, 2011 Kecskeméti Katona József Nemzeti Színház és Margitszigeti Szabadtéri Színpad
- Hair – Sheila 2010, Doktorock Társulat, Kisvárda
- Hair – Jeannie 2006, 2007 Bubik István Színkör
- Evita (musical) – Kirúgott szerető, Manager 2005, 2006, 2007, 2008. Musical Színház
- Jekyll & Hyde musical – Mary 2003, 2004, 2005, 2006, 2007, 2008. Musical Színház
- Jézus Krisztus szupersztár (Jezus Christ Superstar) – Asszony 2003, 2004, 2005, 2006, 2007. Musical Színház

### Gyerekszínészként
- A dzsungel könyve – Tuna 2003
- Cyránó 2001 Sziget színház
- A néma Levente – Gianetta 2000 Magyar Állami Bábszínház
- Grease – Sandy 2000, 2001, 2002, 2003, 2004, 2005, 2006, 2007. Magyar Állami Bábszínház
- Grease – Sandy Thália Színház
- Kolumbusz – Jurumbi 1999, 2000 Magyar Állami Bábszínház
- A padlás – Süni 1999 Magyar Állami Bábszínház és Thália Színház
- Grease – Frenchy 1998 Magyar Állami Bábszínház
- A szebeni Fiúk – Csatári Anikó 1998, 1999, 2000 Kolibri Színház
- Hamupipőke Opera – gyermekszereplő 1998 Erkel Színház
- Óz a csodák csodája – Dorka 1998 Magyar Állami Bábszínház
- A két Lotti 1998 Magyar Állami Bábszínház
- Tannhäuser opera– gyermekszereplő 1996, 1997 Magyar Állami Operaház
- A bolygó hollandi – gyermekszereplő 1995, 1996, 1997, 1998. Magyar Állami Operaház

## További szinkronszerepei
- Lego Friends: Lányok bevetésen – főcímdal,  ének Netflix
- Varázslatos holmik irodája – Kyra, énekhang 2021 Nickelodeon
- My Little Pony: Pónivilág – Fluttershy, énekhang 2021 Minimax
- Alice és Lewis – főcímdal, ének 2021 Boomerang
- Steven Universe: A film – Spinel, énekhang 2020 Cartoon Network
- Dorg Van Dango – főcímdal, ének 2020 Nickelodeon
- Abby Hatcher kedvencei – főcímdal, ének 2020 Nick Jr.
- Vadócok – duett ének Sándor Péterrel 2020 Cartoon Network
- A Casagrande család – főcímdal, ének 2020 Nickelodeon
- Veszélyes Henry 107. rész; Veszélyes Henry: A musical – Anya, ének 2019 Nickelodeon
- Polly Pocket – Apró erő – music video, fő ének 2019 Minimax
- Abby Hatcher kedvencei – főcímdal, ének 2019 Nick Jr.
- Napsugár – Rox, magyarhang és énekhang 2019 Nick Jr.
- Goldie és Mackó – Piroska, magyar hang, ének 2019 Disney Junior
- Napsugár – Feby, ének 2018, Nick Jr.
- Regal Academy – Pinochia, magyar hang 2017-2018 Nickelodeon
- Rusty rendbehozza – Betty tanárnő, Betty séf, magyarhang 2017, 2018, 2019, 2020 Nick Jr.
- Gumball csodálatos világa – ének, 2017 Cartoon Network
- Csillag kontra Gonosz Erők – 3-4. évad vége főcímdal, ének 2017 Disney Channel
- Tini titánok, harcra fel! – szóló ének 2016 Cartoon Network
- Zhu Zhu – főcímdal 2016 Disney Channel
- DC Super Hero Girls: Tini szuperhősök – főcímdal, ének 2016 Cartoon Network
- Napsugár – főcímdal, ének 2016 Nick Jr.
- Az Oroszlán őrség – szóló ének 2016 Disney Junior
- Szófia hercegnő – Sárki, ének 2016 Disney Junior
- Monster High: Boo York, Boo York – Catty, énekhang, megjelent dvd-n, egész estés 2015
- Barbie és a titkos ajtó – Nori, magyar hang és énekhang, megjelent dvd-n, egész estés 2014
- Barbie – A hercegnő és a popsztár – popsztár, énekhang, megjelent dvd-n és zenei CD-n 2012